# Рено NC-27
Рено NC-27 (фр. Renault NC) или Рено Модел 26/27 је модеран назив за серију француских пешадијских тенкова из времена пре Другог светског рата, насталих модернизацијом старих тенкова Рено ФТ-17 из Првог светског рата.

## Развој
Француска је изашла из Првог светског рата наоружана (али и оптерећена) огромним бројем (око 2.800) тенкова Рено ФТ-17, најбољих тенкова Првог светског рата. Зато је било мало потребе за модернизацијом оклопних возила. Рено је наставио са развојем тенка ФТ током 20-их година, што је довело до развоја тенка Рено NC 1927., али су побољшања у односу на Рено ФТ-17 била недовољна за француску војску. Мали број возила извезен је у иностранство, већином ради тестирања, без већих наруџбина.

## Карактеристике

### ФТ Кегресе
Главни недостатак тенка Рено ФТ-17, са задовољавајућим оклопом и наоружањем за оно време, била је његова мала брзина - која није прелазила 8 km/h. Тако су побољшања тенкова вршена углавном у правцу бољег вешања, гусеница и мотора, са циљем да се постојећи тенкови унапреде и модернизују. Тако су 1925. 42 тенка Рено ФТ-17 опремљена модернијим вешањем и ојачаним гуменим гусеницама са челичним стопама типа Кегресе. Ова возила, позната као ФТ Кегресе, могла су да развију брзину до 17 km/h. Део возила упућен је на колонијалну службу у Алжир и Мароко током Рифског рата, 9 је продато Краљевини Југославији, а још 5 Пољској. Недостатак овог возила биле су осетљиве гусенице, које су лако пуцале при већим брзинама. У литератури ова возила се често погрешно називају Рено NC-27, иако се разликују од NC-2 само у детаљима.

### NC-1
NC-1 био је Рено ФТ-17 са потпуно новим вешањем и брзином од 17-18.5 km/h, што га је чинило најбржим француским тенком у 1926. Француска војска је разматрала да модернизује све постојеће тенкове Рено ФТ-17 (око 2.800 возила) у Рено NC-1 (Рено М26/27), али су уочени недостаци и даља модернизација Реноа NC довели до развоја потпуно новог тенка, Шар D-1, већ 1929.

### NC-2
NC-2 био је заправо ФТ Кегресе са ојачаним гуменим гусеницама и вешањем, уз нешто јачи мотор од 62 (касније 75) КС, што му је подигло брзину до 20 km/h.

### NC-31
Даља модификација NC-1 дала је тенк NC-28, са новом куполом SRA са 2 митраљеза и новим лаким гусеницама ради веће брзине: само један прототип је направљен. Друга модификација, NC-31 из 1929., била је радикалнија: са великом куполом Шнајдер СТ-1 наоружаном топом од 37 mm и спрегнутим митраљезом Рајбел. Труп је био шири, са новим гусеницама заштићеним оклопом. Због уочених недостатака нове куполе, возила су на крају ипак добила куполе ФТ-17 (наоружане топом) из резерве. Приозведено је 10 примерака. Даље унапређивање NC-31 дало је нови тенк Шар D-1.

## Корисници
- Краљевина Југославија : 9 возила ФТ Кегресе/NC-2.[2]
- Пољска : 5 возила ФТ Кегресе, 5 возила NC-1 и 1 NC-2.[3]
- Јапан : 10 возила NC-1 - у јапанској служби познати као Otsu-Gata Sensha.[3]